# Vigny, Moselle
Vigny là một xã trong vùng Grand Est, thuộc tỉnh Moselle, quận Metz-Campagne, tổng Verny. Tọa độ địa lý của xã là 48° 58' vĩ độ bắc, 06° 14' kinh độ đông. Vigny có điểm thấp nhất là 244 mét và điểm cao nhất là 297 mét. Xã có diện tích 5,83 km², dân số vào thời điểm 2005 là 301 người; mật độ dân số là 51,9 người/km². Vigny nằm về phía đông nam của Metz.

## Thông tin nhân khẩu
| 1962 | 1968 | 1975 | 1982 | 1990 | 1999 |
| ---- | ---- | ---- | ---- | ---- | ---- |
| 200  | 206  | 246  | 241  | 284  | 303  |